# Campeonato de Europa de patinaje de velocidad en línea 2015
El Campeonato de Europa de patinaje de velocidad en línea de 2015 tuvo lugar del 19 al 26 de julio de 2015, disputándose en las localidades austriacas de Wörgl (las pruebas de pista) e Innsbruck (ruta y maratón). Fue la primera ocasión en la que Austria organizó el campeonato.
Los participantes más exitosos fueron Francesca Lollobrigida en mujeres con siete medallas de oro y Bart Swings en hombres con tres medallas de oro.

## Mujeres
| Distancia                   | Oro                                                                                      | Plata                                                                        | Bronce                                                                              |
| Pista                       | Pista                                                                                    | Pista                                                                        | Pista                                                                               |
| --------------------------- | ---------------------------------------------------------------------------------------- | ---------------------------------------------------------------------------- | ----------------------------------------------------------------------------------- |
| 300 m Sprint Individual     | Vanessa Bittner                                                                          | Erika Zanetti                                                                | Sandrine Tas                                                                        |
| 500 m Sprint                | Vanessa Bittner                                                                          | Laethisia Schimek                                                            | Erika Zanetti                                                                       |
| 1.000 m Sprint              | Vanessa Bittner                                                                          | Sandrine Tas                                                                 | Francesca Lollobrigida                                                              |
| 10.000 m Puntos/Eliminación | Francesca Lollobrigida                                                                   | Sandrine Tas                                                                 | Manon Kamminga                                                                      |
| 15.000 m Eliminación        | Francesca Lollobrigida                                                                   | Manon Kamminga                                                               | Sandrine Tas                                                                        |
| 3.000 m Relevos             | Italia · Francesca Lollobrigida · Erika Zanetti · Giulia Bongiorno · Giulia Lollobrigida | Alemania · Mareike Thum · Sabine Berg · Laethisia Schimek · Alisa Gutermuth  | Países Bajos · Manon Kamminga · Bianca Roosenboom · Elma de Vries · Kelly Schouten  |
| Ruta                        |                                                                                          |                                                                              |                                                                                     |
| 200 m Sprint Individual     | Vanessa Bittner                                                                          | Giulia Bongiorno                                                             | Erika Zanetti                                                                       |
| 500m Sprint                 | Vanessa Bittner                                                                          | Erika Zanetti                                                                | Giulia Bongiorno                                                                    |
| 10.000 m Puntos             | Francesca Lollobrigida                                                                   | Manon Kamminga                                                               | Sandrine Tas                                                                        |
| 20.000 m Eliminación        | Francesca Lollobrigida                                                                   | Manon Kamminga                                                               | Sandrine Tas                                                                        |
| 5.000 m Relevos             | Italia · Francesca Lollobrigida · Erika Zanetti · Andrea Trafeli · Giulia Lollobrigida   | Alemania · Mareike Thum · Sabine Berg · Laethisia Schimek · Katharina Rumpus | Países Bajos · Manon Kamminga · Bianca Roosenboom · Kelly Schouten · Irene Schouten |
| Larga distancia             |                                                                                          |                                                                              |                                                                                     |
| 42.195 m Marathon           | Francesca Lollobrigida                                                                   | Manon Kamminga                                                               | Sandrine Tas                                                                        |

## Hombres
| Distancia                   | Oro                                                                               | Plata                                                                             | Bronce                                                                   |
| Pista                       | Pista                                                                             | Pista                                                                             | Pista                                                                    |
| --------------------------- | --------------------------------------------------------------------------------- | --------------------------------------------------------------------------------- | ------------------------------------------------------------------------ |
| 300 m Sprint                | Simon Albrecht                                                                    | Darren de Souza                                                                   | Ronald Mulder                                                            |
| 500 m Sprint                | Elton de Souza                                                                    | Andrea Angeletti                                                                  | Darren de Souza                                                          |
| 1.000 m Sprint              | Bart Swings                                                                       | Alexis Contin                                                                     | Gwendal Le Pivert                                                        |
| 10.000 m Puntos/Eliminación | Bart Swings                                                                       | Alexis Contin                                                                     | Livio Wenger                                                             |
| 15.000 m Eliminación        | Alexis Contin                                                                     | Bart Swings                                                                       | Elton de Souza                                                           |
| 3.000 m Relevos             | Francia Alexis Contin Elton De Souza Darren De Souza Gwendal Le Pivert            | Italia · Fabio Francolini · Lorenzo Cassioli · Andrea Angeletti · Riccardo Bugari | Bélgica · Maarten Swings · Mathias Vosté · Tim Sibiet · Bart Swings      |
| Ruta                        |                                                                                   |                                                                                   |                                                                          |
| 200 m Sprint Individual     | Simon Albrecht                                                                    | Ronald Mulder                                                                     | Edwin de Souza                                                           |
| 1 Vuelta                    | Gwendal Le Pivert                                                                 | Andrea Angeletti                                                                  | Danny Argoni                                                             |
| 10.000 m Puntos             | Fabio Francolini                                                                  | Bart Swings                                                                       | Patxi Peula                                                              |
| 20.000 m Eliminación        | Fabio Francolini                                                                  | Bart Swings                                                                       | Elton de Souza                                                           |
| 5.000 m Relevos             | Italia · Fabio Francolini · Matteo Angeletti · Andrea Angeletti · Riccardo Bugari | Francia Nolan Beddiaf Elton De Souza Darren De Souza Gwendal Le Pivert            | Países Bajos · Michel Mulder · Rémon Kwant · Luc ter Haar · Mark Horsten |
| Larga distancia             |                                                                                   |                                                                                   |                                                                          |
| 42.195 m Marathon           | Bart Swings                                                                       | Ewen Fernandez                                                                    | Nolan Beddiaf                                                            |

## Medallero
| Platz | País         | Oro | Plata | Bronce | Total |
| ----- | ------------ | --- | ----- | ------ | ----- |
| 1.    | Italia       | 10  | 6     | 5      | 21    |
| 2.    | Austria      | 5   | 0     | 0      | 5     |
| 3.    | Francia      | 4   | 5     | 6      | 15    |
| 4.    | Bélgica      | 3   | 5     | 6      | 14    |
| 5.    | Alemania     | 2   | 3     | 0      | 5     |
| 6.    | Países Bajos | 0   | 5     | 5      | 10    |
| 7.    | Suiza        | 0   | 0     | 1      | 1     |
| 7.    | España       | 0   | 0     | 1      | 1     |